# 稻氏盾齒䲁
稻氏盾齒鳚（学名：Aspidontus dussumieri），又名杜氏盾齒鳚 、狗鰷，為輻鰭魚綱䲁形目鳚科盾齒鳚屬下的一个种，主要分布于印度洋和太平洋海域的珊瑚礁中，從紅海南至南非，向東至土阿莫土群島，北至日本南部, 南至澳洲新南威爾斯的北方、帛琉到加羅林群島東部、密克羅尼西亞、馬紹爾群島等地，深度1至20公尺，于1836年由阿希爾·瓦朗謝訥描述，本魚體長形，口下位，吻為肉質圓錐形，頭部無觸鬚，齒骨各側具一大犬齒，體色淡白至黃褐色，吻端至尾鰭前有一黑褐色寬縱帶，下方連接白色縱帶，背鰭硬棘9-11枚、背鰭軟條28-34枚、臀鰭硬棘2枚、臀鰭軟條25-30枚，體長可達12公分，棲息在岩石及珊瑚礁區，通常躲藏在管蟲遺留下來之空室，一旦遇危險時以倒游方式躲入小洞穴中，僅露出頭部注視敵人，以藻類與碎屑為食，有領域性，產附著性卵，雄魚會有護卵行為，可做為觀賞魚。